# Futbalový štadión Martin
Futbalový štadión Martin – stadion sportowy w mieście Martin, na Słowacji. Obiekt może pomieścić 12 000 widzów (z czego 10 000 miejsc jest siedzących). W przeszłości obiekt przez wiele lat gościł występy klubu piłkarskiego z Martina w czechosłowackiej i słowackiej II lidze, a przez jeden sezon (1943/1944) także w słowackiej I lidze.